# Swissair Flight 111

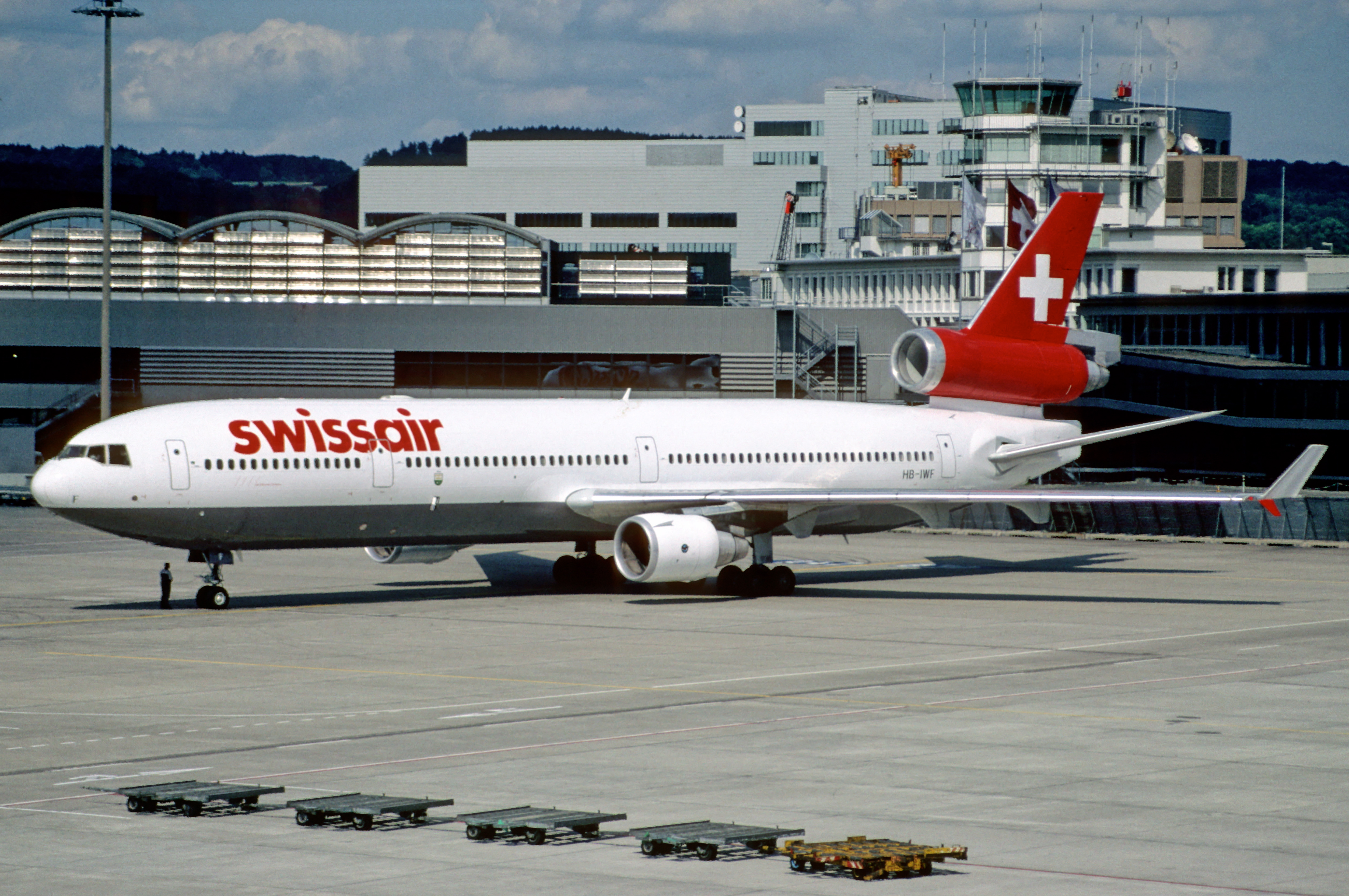
Det förolyckade planet i juli, 1998.

Swissair Flight 111 var en flygning med Swissair. Flygplanet havererade i Atlanten utanför Nova Scotia i Kanada den 2 september 1998 på grund av en brand i cockpit. Branden utlöstes av en felaktig elinstallation vilket gjorde att planet förlorade kontrollen av navigationsinstrument och vissa övriga instrument. På grund av vattendjupet vid olycksplatsen tog det lång tid att bärga den svarta lådan.
Olyckan anses vara en bidragande orsak till att Swissair tvingades i konkurs.

## Flygplanet
Flygplanet var en McDonnell Douglas MD-11 byggt 1991, totalt flög flygplanet 36 041 timmar. Ett underhållningssystem för förstaklasspassagerare installerades efter att flygplanet hade tagits i tjänst.

## Olyckan
Flygningen startade på John F. Kennedy International Airport klockan 20:18(EST). Med början klockan 20:33(EST) inträffade radiotystnad fram till klockan 20:47(EST), huruvida detta var relaterat till det senare haveriet är okänt.
Klockan 01:10 (UTC), när flygplanet höll en höjd på 33 000 fot, märkte flygkapten Urs Zimmermann och andrepilot Stephan Loew att det började lukta bränt i cockpit. Lukten konstaterades härstamma från luftkonditioneringssystemet och detta stängdes av. En flygvärdinna gjorde detta på flygkaptenens anmodan. Fyra minuter senare kom röklukten tillbaka och cockpit började fyllas med rök. 
Klockan 01:14 anropade piloterna ATC Moncton och informerade om problemen med rökbildning i flygplanet. De erbjöds att landa på Halifaxs flygplats i Nova Scotia, 104 km från flygplanets position. Flygkaptenen Zimmerman började gå ner på lägre höjd med flygplanet samtidigt som han själv började gå igenom checklistor för hur man hanterar rökbildning i cockpit, en process som normalt tar 20 minuter att genomföra. Under tiden fick besättningen andas genom syrgasmasker.
Klockan 01:19 begärde besättningen att få dumpa bränsle, vilket var anmärkningsvärt eftersom detta normalt görs tidigt när problem inträffar med flygplan som har för hög vikt för att landa. ATC Halifax som hade tagit över ledningen över flygplanet ledde då flygplanet till St. Margaret's Bay, där bränsle kan dumpas på ett säkert sätt.
I enlighet med checklistorna stängde besättningen av strömmen till kabinen, vilket ledde till att recirkulationsfläktarna stannade. Detta gjorde att branden spred sig. Som en följd av att strömmen försvann slutade även autopiloten att fungera. Besättningen informerade ATC Halifax om detta och deklarerade att de befann sig i en nödsituation. Efter detta tog ATC Halifax emot några meddelanden om att planet sänkt sin höjd, och återigen att man befann sig i en nödsituation. Klockan 01:26 var sista gången flygplanet syntes på radarn.

## Räddningsoperationen
En räddningsoperation kallad Operation persistence bestående av delar av kanadensiska räddningstjänsten och kustbevakningen startades omedelbart. De första enheterna som kom fram till olycksplatsen var frivilliga från kustbevakningen som använde sina privata fiskebåtar. Därefter anlände fler fartyg och helikoptrar.

## Utredningen
3 september hade man gett upp hoppet om att hitta några överlevande från olyckan. Flygplanet bröts itu när det landade i havet och de flesta delarna sjönk till havsbottnen på 55 meters djup. En del vrakdelar fortsatte dock att flyta och under veckorna efter olyckan flöt en del av dessa upp på stränderna i närheten.

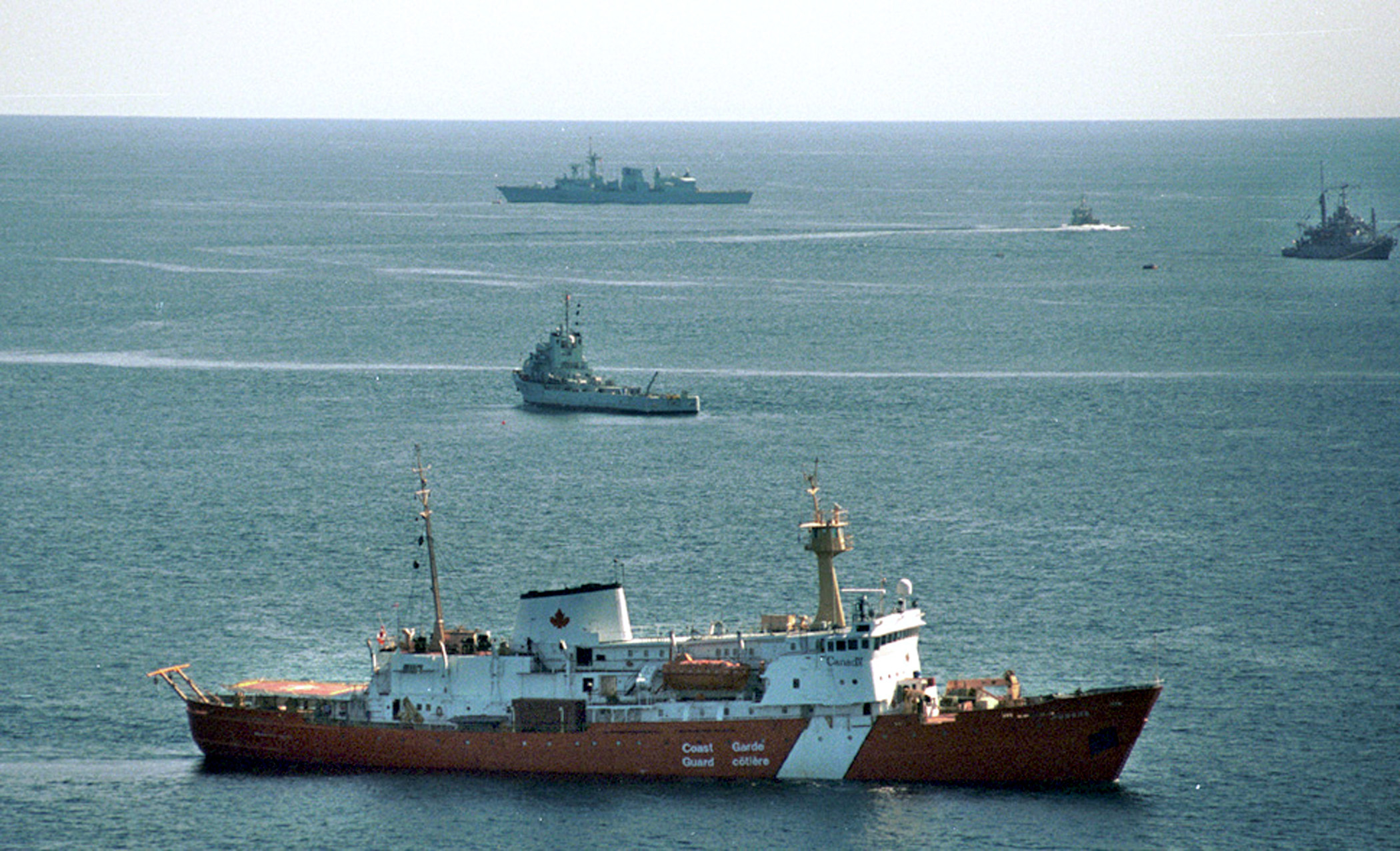
CCGS Hudson Letar efter vrakdelar tillsammans med HMCS Anticosti (mitten), USS Grapple (höger), och antingen HMCS Halifax eller HMCS Ville de Québec (bortre).

Initialt letade man efter människokroppar och den svarta lådan. Detta visade sig dock vara svårt eftersom retardationen vid nedslaget var i storleksordningen runt 350 G. Dessutom var väderförhållanden ett problem under arbetet. Enbart en av passagerarna kunde identifieras direkt, 147 av de som hittades identifierades med hjälp av fingeravtryck, tandkort eller röntgen. Resterande 81 fick identifieras med DNA-prov.
Den svarta lådan hittades av ubåten HMCS Okanagan, med hjälp av sonar kunde man hitta ljudsignalen som lådan sände ut. Emellertid innehöll den svarta lådan inte någon information om vad som hade hänt under de sista 5 minuterna och 37 sekunderna eftersom strömmen hade brutits till cockpit för att försöka stoppa branden.
Den 2 oktober 1998 bärgade man en större del av flygplanet från havet, före de väntade vinterstormarna. Totalt lyckades man bärga runt 27% av flygplanskroppen. 
Olyckan bedömdes att sannolikt ha orsakats av felaktig kabeldragning i cockpit tillsammans med att videounderhållningssystemet i flygplanet blev överhettat. Olycksrapporten blev klar och släpptes 2003.
När hela bärgningsoperationen var färdig 1999 hade man bärgat 98% av flygplanet, 126 ton.

## Swissair tar bort kabindatorsystemet
Orsaken till branden var att kabindatorsystemen blev så varma att de började brinna. Swissair tog därefter bort det tillagda underhållningssystemet. År 2002 gick flygbolaget i konkurs.  